# Campionatul European de Fotbal Sub-21 2013
Campionatul European de Fotbal Sub-21 2013, a fost a 22-a ediție a Campionatului European de Fotbal, un turneu de fotbal destinat națiunilor europene desfășurat din doi în doi ani. Turneul, găzduit de Israel, a început pe 5 iunie 2013 și s-a încheiat cu finala de pe Stadionul Teddy din Ierusalim, pe 18 iunie 2013, în urma căreia Spania a câștigat al patrulea său titlu european din istorie, învingând Germania cu 4-2.
La turneu au participat un total de 8: Israel, calificată automat ca și gazdă, precum și alte 7 reprezentative naționale calificate din preliminari.

## Calificări
Tragerea la sorți pentru grupele preliminare pentru Campionatul European U-21 a avut loc pe 3 februarie în Nyon, Elveția. 52 de echipe au luat parte la calificări. Faza grupelor a început pe 25 martie 2011. A fost un total de zece grupe, fiecare cu câte șase echipe. Primele din grupe și cele mai bune patru echipe de pe locul 2 s-au calificat pentru play-off. Acolo, cele 7 câștigăroare s-au alăturat Israelului la turneul final.
- Anglia
- Germania
- Israel (gazdă)
- Italia
- Țările de Jos
- Norvegia
- Rusia
- Spania

## Stadioane
Competiția a avut loc pe patru stadioane, Bloomfield (Tel Aviv), Teddy (Ierusalim), HaMoshava (Petah Tikva) și Stadionul Municipal Netania.
| Ierusalim           | IerusalimNetaniaPetah TikvaTel Aviv | Netania              |
| ------------------- | ----------------------------------- | -------------------- |
| Stadionul Teddy     | IerusalimNetaniaPetah TikvaTel Aviv | Stadionul Netania    |
| Capacity: 31.733    | IerusalimNetaniaPetah TikvaTel Aviv | Capacity: 13.610     |
|                     | IerusalimNetaniaPetah TikvaTel Aviv |                      |
| Petah Tikva         | IerusalimNetaniaPetah TikvaTel Aviv | Tel Aviv             |
| Stadionul HaMoshava | IerusalimNetaniaPetah TikvaTel Aviv | Stadionul Bloomfield |
| Capacity: 11.500    | IerusalimNetaniaPetah TikvaTel Aviv | Capacity: 14.413     |
|                     | IerusalimNetaniaPetah TikvaTel Aviv |                      |

## Arbitri
În decembrie 2012, a fost anunțat că șase arbitri vor lua parte la meciurile de la turneul final:
- Ivan Bebek (Croația)
- Serhiy Boiko (Ucraina)
- Antony Gautier (Franța)
- Paweł Gil (Polonia)
- Ovidiu Hațegan (România)
- Matej Jug (Slovenia)

## Faza grupelor

### Grupa A
| Echipa   | MJ | V | E | Î | GM | GP | G  | Pct |
| -------- | -- | - | - | - | -- | -- | -- | --- |
| Italia   | 3  | 2 | 1 | 0 | 6  | 1  | +5 | 7   |
| Norvegia | 3  | 1 | 2 | 0 | 6  | 4  | +2 | 5   |
| Israel   | 3  | 1 | 1 | 1 | 3  | 6  | −3 | 4   |
| Anglia   | 3  | 0 | 0 | 3 | 1  | 5  | −4 | 0   |

| Israel                        | 2–2    | Norvegia                 |
| ----------------------------- | ------ | ------------------------ |
| Biton 16' (pen.) Turgeman 71' | Report | Pedersen 24' Singh 90+2' |

| Anglia | 0–1    | Italia      |
| ------ | ------ | ----------- |
|        | Report | Insigne 79' |

| Anglia            | 1–3    | Norvegia                             |
| ----------------- | ------ | ------------------------------------ |
| Dawson 57' (pen.) | Report | Semb Berge 15' Berget 34' Eikrem 52' |

| Italia                                        | 4–0    | Israel |
| --------------------------------------------- | ------ | ------ |
| Saponara 18' Gabbiadini 42', 53' Florenzi 71' | Report |        |

| Israel    | 1–0    | Anglia |
| --------- | ------ | ------ |
| Kriaf 80' | Report |        |

| Norvegia              | 1–1    | Italia           |
| --------------------- | ------ | ---------------- |
| Strandberg 90' (pen.) | Report | Bertolacci 90+4' |

### Grupa B
| Echipa        | MJ | V | E | Î | GM | GP | G  | Pct |
| ------------- | -- | - | - | - | -- | -- | -- | --- |
| Spania        | 3  | 3 | 0 | 0 | 5  | 0  | +5 | 9   |
| Țările de Jos | 3  | 2 | 0 | 1 | 8  | 6  | +2 | 6   |
| Germania      | 3  | 1 | 0 | 2 | 4  | 5  | −1 | 3   |
| Rusia         | 3  | 0 | 0 | 3 | 2  | 8  | −6 | 0   |

| Spania     | 1–0    | Rusia |
| ---------- | ------ | ----- |
| Morata 82' | Report |       |

| Țările de Jos                   | 3–2    | Germania                   |
| ------------------------------- | ------ | -------------------------- |
| Maher 24' Wijnaldum 38' Fer 90' | Report | Rudy 47' (pen.) Holtby 81' |

| Țările de Jos                                           | 5–1    | Rusia         |
| ------------------------------------------------------- | ------ | ------------- |
| Wijnaldum 38' De Jong 61' John 69' Hoesen 83' Fer 90+2' | Report | Cheryshev 65' |

| Germania | 0–1    | Spania     |
| -------- | ------ | ---------- |
|          | Report | Morata 86' |

| Spania                            | 3–0    | Țările de Jos |
| --------------------------------- | ------ | ------------- |
| Morata 26' Isco 32' Vázquez 90+1' | Report |               |

| Rusia       | 1–2    | Germania                     |
| ----------- | ------ | ---------------------------- |
| Dzagoev 22' | Report | Herrmann 34' Rudy 69' (pen.) |

## Faza eliminatorie
|  | Semifinale            | Semifinale |   |  | Finală              | Finală |  |
|  |                       |            |   |  |                     |        |  |
|  | 15 June – Netania     |            |   |  |                     |        |  |
|  |                       | 3          |   |  |                     |        |  |
|  | Norvegia              | 0          |   |  |                     |        |  |
|  |                       |            |   |  |                     |        |  |
|  |                       |            |   |  | 18 June – Ierusalim |        |  |
|  |                       |            |   |  | Spania              | 4      |  |
|  |                       | Italia     | 2 |  |                     |        |  |
|  |                       |            |   |  |                     |        |  |
|  |                       |            |   |  |                     |        |  |
|  |                       |            |   |  | Finala mică         |        |  |
|  | 15 June – Petah Tikva |            |   |  |                     |        |  |
|  | Italia                | 1          |   |  |                     |        |  |
|  | Țările de Jos         | 0          |   |  |                     |        |  |

### Semifinale
| Spania                              | 3–0    | Norvegia |
| ----------------------------------- | ------ | -------- |
| Rodrigo 45+1' Isco 87' Morata 90+3' | Report |          |

| Italia     | 1–0    | Țările de Jos |
| ---------- | ------ | ------------- |
| Borini 79' | Report |               |

### Finala
| Spania                                     | 4–2    | Italia                  |
| ------------------------------------------ | ------ | ----------------------- |
| Thiago 6', 31', 38' (pen.) Isco 66' (pen.) | Report | Immobile 10' Borini 80' |